# Járnsíða
Die Járnsíða („Eisenseite“) ist eine mittelalterliche Gesetzessammlung für Island.
Der norwegische König Magnús lagabætir („Gesetzesverbesserer“) erließ die Járnsíða 1271. Bereits 1281 wurde sie abgelöst von der Jónsbók. Zusammen mit der Grágás (einem Rechtsbuch) ist die Járnsíða in einem Codex enthalten, der Staðarhólsbók.
Verfasser war Sturla Þórðarson. Dieser versuchte norwegisches Recht weitgehend auf die Insel zu übertragen und bezog nur Bruchstücke älterer isländischer Rechtstraditionen ein. Im isländischen Althing zogen sich Auseinandersetzungen über das Rechtswerk von 1271 bis 1273 hin, bis die Járnsíða schließlich angenommen wurde. Umstritten war vor allem das Erbschaftsrecht. 1281 wurde das Jónsbók als Nachfolgewerk zum gültigen Recht auf Island. Dieses nahm neben seinem weiter norwegischen Kern stärker altes isländisches Recht auf.